# Leopold Krüger

August Leopold Krüger

August Leopold Krüger (* 1804 in Neustädtel, Kreis Freystadt; † 28. Dezember 1857 in Brieg) war ein deutscher Politiker, Bürgermeister und Landtagsabgeordneter.

## Leben
Er wurde 1804 in Neustädtel (Kreis Freystadt) als Sohn des Posthalters und Gasthausbesitzers Johann Gotthard Krüger (1772–1860) geboren. Nach dem Abschluss des Gymnasiums studierte er etwa von 1823 bis 1827 Jura an der Universität Breslau. Anschließend wurde er 1828 Auskultator (Gerichtsbeisitzer ohne Stimmrecht) und königlicher Obergerichtsreferendarius in Breslau. Am 2. Juni 1833 heiratete er Mathilde Jeanette Luise Gall (1808–1888). Sie hatten sechs Kinder: Karl (1834–1899), Maria Mathilde (1838–1919), Paul Albert (1840–1921) (Joachim von Reckow; Hans Richter (Schauspieler, 1919)), Max August (1841–1904) (Joachim Krüger (Metallurg)), Jenny Auguste (1845–1898) (Hans Walter Aust) und Georg (1851–1940).

## Politischer Werdegang
Im Frühjahr 1833 wurde August Leopold Krüger in Grünberg (Zielona Góra) (Niederschlesien) für eine sechsjährige Amtszeit zum Bürgermeister und Polizeidirigenten gewählt und trat seine Stelle am 1. Juli 1833 an (Grünberg 1840: 10.230 EW). Er erhielt ein Jahresgehalt von 500 Talern. Im Jahre 1838 wurde er für eine zweite Amtszeit, danach auch für eine dritte Amtszeit (1845–1851) zum Bürgermeister gewählt. Er erhielt nun 800 Taler/a und die Pensionszusage gewährt.
Am 5. August 1844 erfolgt seine Wahl zum Abgeordneten des schlesischen Provinziallandtags, 1847 zum Abgeordneten des ersten vereinigten preußischen Landtags.
Am 1. Oktober 1847 wechselte Krüger als Bürgermeister in die etwas größere Stadt Liegnitz (Legnica) (1840: 13.150 EW). Mitte März 1848 brach in ganz Deutschland die bürgerlich liberale Revolution aus, so auch in Liegnitz. Ende März 1848 reiste eine Abordnung der Liegnitzer Bürgerschaft nach Berlin, wurde vom preußischen König empfangen und trug ihre Forderungen vor. Diese Tatsache veranlasste den neu ernannten recht reaktionären Regierungspräsidenten von Liegnitz, Graf Ferdinand von Westphalen (1799–1876), im Herbst 1849 den Liegnitzer Bürgermeister August Leopold Krüger nach nur zwei Jahren Amtszeit zu entlassen.
Rund zwei Jahre später konnte August Leopold Krüger in dem kleineren Städtchen Brieg für zwölf Jahre erneut zum Bürgermeister gewählt werden (Brieg 1840: 11.924 EW). Mit Bestätigung durch den preußischen König Friedrich Wilhelm IV. und den Innenminister Graf Ferdinand von Westphalen trat er dieses Amt im Juni 1852 an; er erhielt ein Jahresgehalt von 1000 Talern im Jahr und eine freie Wohnung im Rathaus.
In Brieg starb Bürgermeister Krüger am 28. Dezember 1857 mit nur knapp 54 Jahren. Seit 1846 war er wie schon sein Vater Johann Gotthard Krüger Ritter des Roten Adlerordens IV. Klasse.